# Friedrich Pruckmann

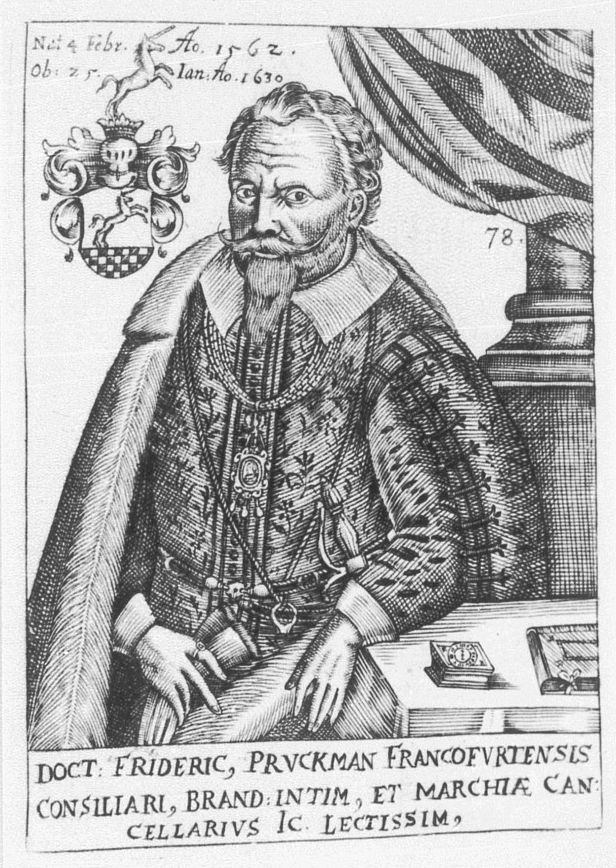
Friedrich Pruckmann

Friedrich Pruckmann (* 4. Februar 1562 in Frankfurt an der Oder; † 25. Januar 1630) war von 1616 bis 1630 Kanzler des Kurfürsten von Brandenburg.

## Herkunft
Pruckmann war der Sohn von Christoph Pruckmann, Patriziers und Bürgermeisters in Frankfurt an der Oder und Geheimer Rat des Kurfürsten Joachim Hector. Seine Mutter war Anna, Tochter des Erasmus Roch, Bürgermeisters in Frankfurt an der Oder, und Emerentia, geb. Wins.

## Wirken
Er studierte Jura in seiner Heimatstadt und in Wittenberg, wo er ca. 1584 promovierte. Zu dieser Zeit ehelichte er Eva Otto (1560–1624), mit der er zwei Töchter hatte. Er arbeitete zunächst in Frankfurt und dann in Berlin, wo er 1592 in kurbrandenburgische Dienste trat. Er wurde Hof- und Kammergerichtsrat, 1594 Rat bei der Amtskammer zur Verwaltung der Domänen und Forsten und bald danach Assessor am Quartalsgericht der Uckermark in Prenzlau. 1597 und 1603 war er Mitglied der brandenburgischen Gesandtschaft an den Reichstagen in Regensburg.
1604 wurde er in den stehenden Geheimen Rat des Kurfürsten Joachim Friedrich berufen, 1606 wurde er Vizekanzler und 1616 Kanzler, also nach dem Statthalter des Kurfürsten der zweithöchste Beamte in Brandenburg. Diese Stellung übte er bis zu seinem Tod aus. Pruckmann vertrat den Kurfürsten in zahlreichen diplomatischen Missionen, so 1612 und 1619 bei den Wahlen in Frankfurt am Main und 1616 und 1618 bei Verhandlungen mit Polen über Handelsangelegenheiten.

## Familie
Er heiratete 1584 Eva Otto (Ott; 1560–1624) Tochter des Juristen Loren(t)z Otto, königlich polnischen Rats und fürstlich pommerschen Kanzlers.
Das Paar hatte Kinder, darunter:
- Lucretia ⚭ Schle(t)zer[2]
- Eva Maria (1590–1645), ⚭ 1613 Sebastian Striepe[2] (1582–1649), brandenburgischer Staatsmann
- Sibylle (1592–1640), ⚭ I. ... Schardius;[2] ⚭ II. 1623 Hoyer Striepe[2] (1586–1639), brandenburgischer Geheimer Kammersekretär und Pfennigmeister

## Schriften
Er trat hervor als Verfasser zahlreicher Werke juristischen Inhalts sowie eines Werkes über Jagd und Fischerei. Seine Schriften sind unter anderen:
- Tractatus de regalibus, sive explicatio brevis et methodica c. I. quae sint regalia, in usibus feudorum Berlin 1587, Digitalisat
- Tractatus methodici et accuratissimi, de differentiis fere omnibus, quae tam ratione iudiciorum & contractuum, quam ultimarum voluntatum & maleficiorum, ius romanum, inter utrumque sexum, masculorum & femellarum Frankfurt an der Oder 1598, Digitalisat
- Consilia sive Responsa Leipzig 1603, Digitalisat
- Tractatus de venatione, piscatione et aucupio Speyer 1605, Digitalisat